# Анкіта Бгамбрі
Анкіта Бгамбрі (нар. 28 жовтня 1986) — колишня індійська тенісистка.
Найвищу одиночну позицію світового рейтингу — 332 місце досягла 1 травня 2006, парну — 299 місце — 31 жовтня 2005 року.
Здобула 9 одиночних та 9 парних титулів туру ITF.

## Фінали ITF
| Легенда          |
| ---------------- |
| турніри $100,000 |
| турніри $75,000  |
| турніри $50,000  |
| турніри $25,000  |
| турніри $10,000  |

### Одиночний розряд: 18 (9–9)
| Результат | Ранг | Дата              | Турнір                | Покриття | Суперниця           | Рахунок       |
| --------- | ---- | ----------------- | --------------------- | -------- | ------------------- | ------------- |
| Перемога  | 1.   | 22 квітня 2002    | ITF Пуне, Індія       | Ґрунт    | Шітхаль Ґутхам      | 6–3, 6–2      |
| Поразка   | 2.   | 27 травня 2002    | ITF Мумбаї, Індія     | Килим    | Шітхаль Ґутхам      | 4–6, 6–2, 4–6 |
| Поразка   | 3.   | 12 травня 2003    | ITF Нью-Делі, Індія   | Тверде   | Ліза Перейра Віплав | 4–6, 6–4, 2–6 |
| Перемога  | 4.   | 26 травня 2003    | ITF Нью-Делі, Індія   | Тверде   | Іша Лахані          | 6–3, 6–3      |
| Поразка   | 5.   | 23 травня 2004    | ITF Лакхнау, Індія    | Трава    | Рушмі Чакравартхі   | 2–6, 6–2, 6–7 |
| Поразка   | 6.   | 30 травня 2004    | ITF Нью-Делі, Індія   | Тверде   | Рушмі Чакравартхі   | 4–6, 4–6      |
| Перемога  | 7.   | 6 грудня 2004     | ITF Колката, Індія    | Тверде   | Вілаван Чомптанґ    | 6–3, 7–5      |
| Поразка   | 8.   | 13 грудня 2004    | ITF Ґурґаон, Індія    | Ґрунт    | Рушмі Чакравартхі   | 7–6, 6–7, 4–6 |
| Поразка   | 9.   | 9 травня 2005     | ITF Ахмадабад, Індія  | Тверде   | Сунь Шеннань        | 2–6, 2–6      |
| Перемога  | 10.  | 7 листопада 2005  | ITF Пуне, Індія       | Ґрунт    | Парул Госвамі       | 6–1, 6–3      |
| Перемога  | 11.  | 23 січня 2006     | ITF Нью-Делі, Індія   | Тверде   | Ксенія Палкіна      | 6–4, 6–3      |
| Перемога  | 12.  | 27 березня 2006   | ITF Мумбаї, Індія     | Ґрунт    | Кадзуса Іто         | 6–2, 5–7, 6–1 |
| Перемога  | 13.  | 12 червня 2006    | ITF Нью-Делі, Індія   | Тверде   | Іша Лахані          | 6–3, 6–2      |
| Поразка   | 14.  | 25 серпня 2007    | ITF Нойда, Індія      | Килим    | Тара Ієр            | 6–3, 4–6, 3–6 |
| Перемога  | 15.  | 19 листопада 2007 | ITF Аурангабад, Індія | Ґрунт    | Санаа Бгамбрі       | 6–3, 7–6      |
| Поразка   | 16.  | 9 червня 2008     | ITF Ґурґаон, Індія    | Килим    | Рушмі Чакравартхі   | 4–6, 2–6      |
| Поразка   | 17.  | 18 жовтня 2008    | ITF Лагос, Нігерія    | Тверде   | Тамарін Гендлер     | 3–6, 6–2, 3–6 |
| Перемога  | 18.  | 1 червня 2009     | ITF Нью-Делі, Індія   | Тверде   | Хе Чуньянь          | 6–3, 6–2      |

### Парний розряд: 17 (9–8)
| Результат | Ранг | Дата              | Турнір                      | Покриття | Партнерка              | Суперниці                                  | Рахунок          |
| --------- | ---- | ----------------- | --------------------------- | -------- | ---------------------- | ------------------------------------------ | ---------------- |
| Поразка   | 1.   | 16 червня 2002    | ITF Мумбаї, Індія           | Ґрунт    | Сонал Пхадке           | Шруті Дгаван Шітхаль Ґутхам                | 3–6, 6–2, 3–6    |
| Перемога  | 2.   | 1 червня 2003     | ITF Нью-Делі, Індія         | Ґрунт    | Сонал Пхадке           | Шруті Дгаван Шітхаль Ґутхам                | 7–6(3), 6–0      |
| Перемога  | 3.   | 23 травня 2004    | ITF Лакхнау, Індія          | Трава    | Рушмі Чакравартхі      | Сай Джаялакшмі Джаярам Арчана Венкатараман | 6–4, 6–1         |
| Поразка   | 4.   | 30 травня 2004    | ITF Нью-Делі, Індія         | Тверде   | Рушмі Чакравартхі      | Санаа Бгамбрі Ліза Перейра Віплав          | 7–6, 3–6, 6–7    |
| Поразка   | 5.   | 6 грудня 2004     | ITF Колката, Індія          | Тверде   | Санаа Бгамбрі          | Вілаван Чомптанґ Шруті Дгаван              | 2–6, 5–7         |
| Поразка   | 6.   | 13 грудня 2004    | ITF Ґурґаон, Індія          | Ґрунт    | Санаа Бгамбрі          | Рушмі Чакравартхі Сай Джаялакшмі Джаярам   | 6–2, 2–6, 4–6    |
| Перемога  | 7.   | 9 травня 2005     | ITF Ахмадабад, Індія        | Тверде   | Сай Джаялакшмі Джаярам | Санаа Бгамбрі Шруті Дгаван                 | 6–2, 7–5         |
| Перемога  | 8.   | 16 травня 2005    | ITF Індаур, Індія           | Тверде   | Санаа Бгамбрі          | Іша Лахані Мегга Вакарія                   | 5–7, 6–3, 6–2    |
| Перемога  | 9.   | 9 серпня 2005     | ITF Лондон, Велика Британія | Тверде   | Санаа Бгамбрі          | Сара Коулз Елізабет Томас                  | 6–3, 6–3         |
| Перемога  | 10.  | 17 жовтня 2005    | ITF Лагос, Нігерія          | Тверде   | Санаа Бгамбрі          | Рушмі Чакравартхі Пунам Редді              | w/o              |
| Поразка   | 11.  | 23 січня 2006     | ITF Нью-Делі, Індія         | Тверде   | Рушмі Чакравартхі      | Палкіна Ксенія Миколаївна Ніколе Клеріко   | w/o              |
| Поразка   | 12.  | 25 травня 2007    | ITF Мумбаї, Індія           | Тверде   | Санаа Бгамбрі          | Іша Лахані Марінн Жіро                     | 4–6, 1–6         |
| Перемога  | 13.  | 25 серпня 2007    | ITF Нойда, Індія            | Килим    | Санаа Бгамбрі          | Софія Мулсап Варатчая Вонгтінчай           | 6–1, 6–4         |
| Поразка   | 14.  | 19 листопада 2007 | ITF Аурангабад, Індія       | Ґрунт    | Санаа Бгамбрі          | Сандія Нагарадж Варатчая Вонгтінчай        | 6–7(4), 5–7      |
| Поразка   | 15.  | 9 червня 2008     | ITF Ґурґаон, Індія          | Килим    | Санаа Бгамбрі          | Еліна Гасанова Іша Лахані                  | 3–6, 4–6         |
| Перемога  | 16.  | 23 серпня 2008    | ITF Khon Kaen, Таїланд      | Тверде   | Санаа Бгамбрі          | Нунгнадда Ваннасук Каньяпат Нараттана      | 7–5, 7–6         |
| Перемога  | 17.  | 1 червня 2009     | ITF Нью-Делі, Індія         | Тверде   | Санаа Бгамбрі          | Seo Soon-mi Shin Jung-yoon                 | 6–4, 2–6, [10–1] |